# 裸喉啸鹟
，是啸鹟科啸鹟属的一种鳥類。這個物種为印度尼西亚的特有种。该物种的保护状况被评为无危。
裸喉啸鹟的栖息地包括亚热带或热带的湿润低地林、旱林和湿润山地林。其體重平均約34.5公克，鳥喙寬平均5.7公釐、深平均5.9公釐、嘴峰長平均约20.8公釐；翼長约99.6公釐；跗蹠约26.1公釐；尾長约79.3公釐。

## 外部連結
- 维基共享资源上的相關多媒體資源：巽他斑喉嘯鶲
- 維基物種上的相關：巽他斑喉嘯鶲